# Esparron (Var)
Esparron – miejscowość i gmina we Francji, w regionie Prowansja-Alpy-Lazurowe Wybrzeże, w departamencie Var.
Według danych na rok 1990 gminę zamieszkiwało 175 osób, a gęstość zaludnienia wynosiła 6 osób/km² (wśród 963 gmin regionu Prowansja-Alpy-W. Lazurowe Esparron plasuje się na 633. miejscu pod względem liczby ludności, natomiast pod względem powierzchni na miejscu 347.).